# Розрядка

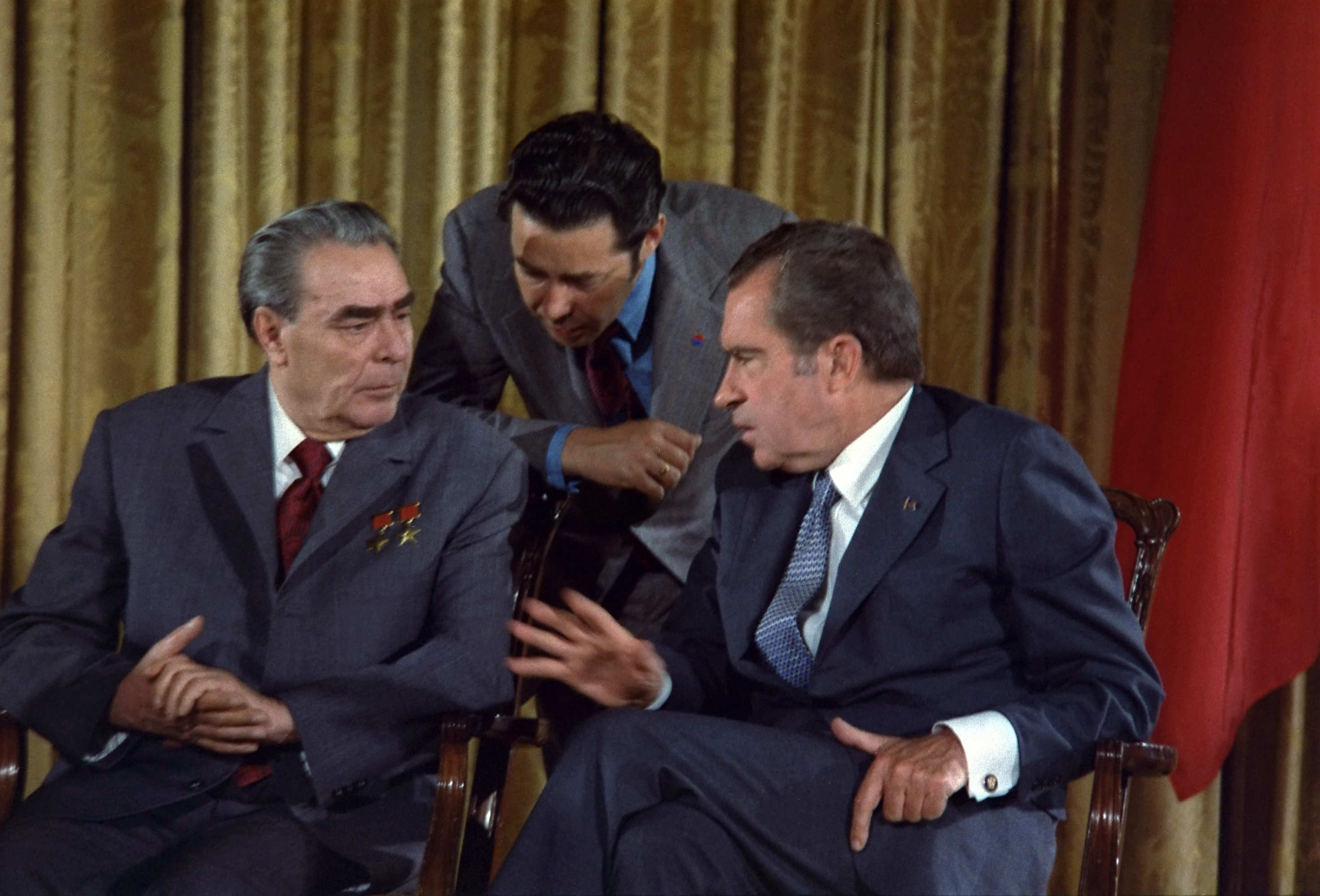
Зустріч Леоніда Брежнєва та Річарда Ніксона.

Розря́дка (фр. Détente) — історичний період у відносинах між західними країнами та радянським комуністичним блоком на чолі з СРСР. Хронологічно цей період належить до «холодної війни» і охоплює десятиріччя 1970-х років, а саме 1969 рік — початок переговорів між США та СРСР про обмеження стратегічних наступальних озброєнь;  і кінець 1979/1980 рік — збройна агресія СРСР проти суверенної держави Афганістан і як наслідок — бойкот та міжнародна політична ізоляція СРСР.
Період «розрядки» характеризувався зменшенням військової та політичної напруженості й ослабленням протиборства між наддержавами — США та СРСР, між країнами капіталістичної та соціалістичної орієнтації (блоками НАТО та ОВД) і нормалізацією відносин між ними, переговорами та компромісами.